# 시로쿠역
시로쿠역(일본어: 白久駅, しろくえき)은 일본 사이타마현 지치부시에 있는 지치부 철도 지치부 본선의 역이다.

## 역 구조
단선 승강장 1면 1선의 지상역으로 업무 위탁역이다.(관리역: 미쓰미네구치 역)
역무원 근무 시간은 평일의 월, 수, 금요일은 7:50 ~ 16:50, 평일의 화, 목요일은 종일 무인, 주말은 8:30 ~ 17:00이다.

### 승강장
| | ■ 지치부 선 | 미쓰미네구치 방면 |
| 지치부・나가토로・요리이・구마가야・교다시・하뉴・ ■ 지치부 선 직통 한노・도코로자와・이케부쿠로 방면 | ■ 지치부 선 |                   |

## 역 주변
- 아라카와강
  - 헤이와바시
- 국도 제140호선
- 시로쿠 온천

## 역사
- 1930년 3월 15일: 영업 개시.

## 인접역
| 지치부 철도 ■ 지치부 본선 | 지치부 철도 ■ 지치부 본선 | 지치부 철도 ■ 지치부 본선      |
| ------------------------- | ------------------------- | ------------------------------ |
| 부슈히노 하뉴 방면        | 보통                      | 미쓰미네구치 미쓰미네구치 방면 |